# Біловус Йосип
Біловус Йосип (*1 січня 1901, Монреаль — †1 червня 1987, Сент-Пітерсбург) — письменник, публіцист, меценат.

## Біографія
Народ. 1 січня 1901 р. у Монреалі (Канада). Студіював у Йорктоні (Саскачеван) і на філософському факультеті в Університеті МекГілл у Гамільтоні. У Йорктоні заснував журнал «Сяйво», був засновником журналу «Нова ера». Разом із дружиною у Детройті заснував журнал «Жінка», видавав часопис «Новий час» (1938). У 1940 р. переїхав до Сент- Пітерсбургу (Флорида), був співфундатором Богоявленської церкви. Довголітній голова Товариства українських сеньйорів у Сент-Пітерсбургу. Помер 1 червня 1987 р. у Сент-Пітерсбургу.